# 藤井淑禎
藤井 淑禎（ふじい ひでただ、1950年2月23日 - ）は、日本近代文学の研究者。立教大学名誉教授。

## 来歴
愛知県豊橋市生まれ。1974年慶應義塾大学文学部卒業、1979年立教大学大学院博士課程満期退学、同年東海学園女子短期大学専任講師、1985年助教授、1990年立教大学文学部助教授、1992年教授。立教大学江戸川乱歩記念大衆文化研究センター長。2015年定年退任、名誉教授。

## 人物
- 結核と文学の関わりを探った『不如帰の時代』が最初の本。これはスーザン・ソンタグと柄谷行人の影響下にあるものだったが、その後、戦後の純愛ブームを武者小路実篤や亀井勝一郎の人生論や恋愛論から窺うなど、戦後大衆文化の研究に転じるとともに、「小説の考古学」を唱える。
- 夏目漱石『こころ』の注釈では同時代の資料から小森陽一や石原千秋の『こころ』論を批判したが、石原千秋から、自分たちの研究成果とは方法的にかみ合っていないと論難された。その後、松本清張、江戸川乱歩など大衆小説の研究に移り、時代相をとらえる手法を用いている。

## 著書
- 『不如帰の時代 水底の漱石と青年たち』名古屋大学出版会 1990
- 『純愛の精神誌 昭和三十年代の青春を読む』新潮選書 1994
- 『望郷歌謡曲考 高度成長の谷間で』NTT出版 1997
- 『清張ミステリーと昭和三十年代』文春新書 1999
- 『御三家歌謡映画の黄金時代 橋・舟木・西郷の「青春」と「あの頃」の日本』平凡社新書 2001
- 『小説の考古学へ 心理学・映画から見た小説技法史』名古屋大学出版会、2001
- 『景観のふるさと史』教育出版「江戸東京ライブラリー」、2003
- 『清張 闘う作家　「文学」を超えて』ミネルヴァ書房「MINERVA 歴史･文化ライブラリー」、2007
- 『高度成長期に愛された本たち』岩波書店、2009
- 『名作がくれた勇気　戦後読書ブームと日本人』平凡社、2012
- 『90年代テレビドラマ講義』平凡社新書、2018
- 『乱歩とモダン東京　通俗長編の戦略と方法』筑摩書房・筑摩選書、2021
- 『水上勉　文学・思想・人生』名古屋大学出版会、2021
- 『「東京文学散歩」を歩く』ちくま新書、2023

### 編著
- 『日本文学研究論文集成 夏目漱石 1』若草書房 1998
- 『漱石文学全注釈 12 心』若草書房 2000
- 『別冊「国文学解釈と鑑賞」　江戸川乱歩と大衆の二十世紀』至文堂 2004
- 『清張 闘う作家－「文学」を超えて』ミネルヴァ書房 2007
- 『漱石紀行文集』編　岩波文庫 2016
- 『漱石文学全注釈 7 三四郎』若草書房 2018 坂東(丸尾)実子・松下浩幸共編

## 論文
- Cinii